# Cundi (labdarúgó)
Secundino Suárez Vázquez, ismertebb nevén: Cundi (San Martín del Rey Aurelio, 1955. április 13. –) spanyol válogatott labdarúgó.

## Pályafutása

### Klubcsapatban
San Martín del Rey Aurelióban született, Asztúriában. Egész pályafutása során egyetlen csapatban, Sporting Gijónban játszott, egy év kivételével, amikor a katonai szolgálat miatt kölcsönben szerepelt a UD Poblense együttesében.

### A válogatottban
1978 és 1981 között 9 alkalommal szerepelt a spanyol válogatottban. Egy Zágrábban rendezett Jugoszlávia elleni Európa-bajnoki selejtező alkalmával mutatkozott be 1978. október 4-én. Részt vett az 1976. évi nyári olimpiai játékokon és az 1980-as Európa-bajnokságon.